# Firefly Alpha
Firefly Alpha (Firefly α) es un vehículo de lanzamiento orbital desechable de dos etapas, desarrollado por la compañía aeroespacial estadounidense Firefly Aerospace para cubrir el mercado comercial de lanzamiento de satélites pequeños.  Alpha se distingue por ser el mayor cohete orbital de plástico reforzado con fibra de carbono; alcanzó órbita por vez primera el 1 de octubre de 2022, llevando, entre otros los satélites GÉNESIS-G y GÉNESIS-J de Amsat España.

## Diseño
Alpha se diseñó inicialmente con una primera etapa impulsada por un motor FRE-2, que consistía en doce boquillas dispuestas en una configuración de aerospike. El motor usaba metano, en lugar de RP-1. La segunda etapa debía ser impulsada por el motor FRE-1, que utilizaba una boquilla de campana convencional. Estaba destinado a lanzar 400 kg a la órbita terrestre baja.
Después de la reorganización corporativa de Firefly, Alpha fue rediseñado. El vehículo ahora usa dos etapas, ambas de 1,8 m de diámetro, llenas de propelentes RP-1 / LOX. El cuerpo principal del cohete está construido con un material compuesto de carbono ligero.
La primera etapa de Alpha está impulsada por cuatro motores Reaver 1, entregando 736.1 kN de empuje. La segunda etapa está impulsada por un motor Lightning 1, que entrega 70.1 kN de empuje. Lightning 1 fue probado durante casi 5 minutos el 15 de marzo de 2018 durante una prueba de ignición de larga duración. El motor fue testeado en el banco de pruebas 1 de Firefly en Briggs, Texas.
La estructura del Alpha utiliza material compuesto de fibra de carbono en su construcción. El uso de materiales más densos como el titanio y el aluminio daría como resultado un fuselaje más pesado, el cual requiere más combustible para ser lanzado, lo que hace que el cuerpo de fibra de carbono sea más eficiente.
En marzo de 2018, Firefly dijo que se esperaba que el desarrollo de Alpha costara aproximadamente $ 100 millones. La compañía también está desarrollando un futuro cohete, Firefly Beta, que inicialmente constaba de tres núcleos Alpha unidos entre sí. Sin embargo, en octubre de 2019, Firefly anunció, en asociación con Aerojet Rocketdyne, que será un cohete de núcleo único impulsado por el motor AR1 de Rocketdyne.

## Uso previsto
Alpha está diseñado para lanzar una carga útil de 1000 kg a una órbita terrestre baja de 200 km, o una carga útil de 600 kg a una órbita heliosíncrona de 500 km, adecuada para CubeSats y otras cargas pequeñas . Las cargas útiles primarias se pueden integrar por sí mismas o con una carga útil secundaria, con capacidad para hasta 6 CubeSats. Esto permite a los clientes de Firefly tener un lanzador dedicado de satélites pequeños, lo que reduce los problemas de cargas útiles de viaje compartido y cargas secundarias. Estos satélites más pequeños pueden tener una órbita que no está determinada por una carga útil más grande, y pueden lanzarse en su propio horario en lugar de esperar la disponibilidad de todas las demás cargas útiles. 
En 2015, el Programa de Servicios de Lanzamiento de la NASA otorgó a Firefly Aerospace un contrato de Servicios de Lanzamiento de Clase Venture de $ 5.5 millones para desarrollar Alpha, para permitir un acceso más fácil al mercado de pequeños satélites.
Firefly Aerospace planea utilizar una instalación de integración horizontal (HIF) para integrar las cargas útiles.
Alpha también pretende ser un competidor estadounidense directo en el mercado de satélites pequeños para el PSLV de India, ya que creen que su capacidad de compartir viajes en el mercado amenaza a los lanzadores domésticos estadounidenses.

## Sitios de lanzamiento
Desde 2021, Firefly Aerospace utiliza la plataforma SLC-2W de la Base de la Fuerza Espacial Vandenberg para los lanzamientos del Firefly Alpha y futuros lanzamientos del Beta, que anteriormente lanzaron cohetes Delta, Thor-Agena y Delta II en esa misma plataforma. Además, planean operar en la plataforma SLC-20 de la Estación de la Fuerza Espacial de Cabo Cañaveral.

## Lanzamientos
| Fecha / hora (UTC)             | Sitio de lanzamiento | Carga útil                                                                   | Órbita          | Resultado del lanzamiento | Cliente                               |
| ------------------------------ | --- | ---------------------------------------------------------------------------- | --------------- | ------------------------- | ------------------------------------- |
| 2 de septiembre de 2021 01:59  | VSFB SLC-2W | FOSSASAT-1B, FOSSASAT-2, MAGNETO, Qubik 1/2, y posiblemente otros satélites. | OTB 300 km, 97° | Fallo                     | Fossa Systems, USC                    |
| 2 de septiembre de 2021 01:59  | Vuelo inaugural del Firefly Alpha; despegó una carga útil variada como parte de su misión DREAM (FLTA001). |                                                                              |                 |                           |                                       |
| 1 de octubre de 2022 07:01     | VSFB SLC-2W | Serenity, TES-15, y LibreSpaceFoundation PicoBus                             | OTB             | Fallo parcial             | SSTL                                  |
| 1 de octubre de 2022 07:01     | Segundo vuelo del Firefly Alpha con la misión To The Black (FLTA002). El LibreSpaceFoundation Picobus fue un despliegador de satélites que llevaba dos satélites españoles; los GENESIS-L y N. Primer Firefly Alpha en llegar a órbita, aunque las cargas útiles fueran desplegadas en una altitud de bajo de lo previsto. |                                                                              |                 |                           |                                       |
| 15 de septiembre de 2023 02:28 | VSFB SLC-2W | TacRS-3                                                                      | OTB             | Éxito                     | Fuerza Espacial de los Estados Unidos |
| 22 de diciembre de 2023 17:32  | VSFB SLC-2W | Antena Electrónicamente Orientable (ESA)                                     | OTB             | Fallo parcial             | Lockheed Martin                       |
| 4 de julio de 2024 04:04       | VSFB SLC-2W | Noise of Summer                                                              | OTB             | Éxito                     | NASA                                  |